# Herznasenfledermaus
Die Herznasenfledermaus (Cardioderma cor) ist eine Fledermausart aus der Familie der Großblattnasen (Megadermatidae). Diese Tiere sind im östlichen Afrika (von Äthiopien über Kenia bis Tansania und Sambia) beheimatet.

## Merkmale
Wie alle Großblattnasen ist die Herznasenfledermaus relativ groß, sie erreicht eine Kopfrumpflänge von sieben bis acht Zentimetern und ein Gewicht von 21 bis 35 Gramm. Ein Sexualdimorphismus liegt bei der Art nicht vor, die Männchen und die Weibchen unterscheiden sich also nicht. Ihr langes Fell ist einheitlich blaugrau gefärbt, der Schwanz fehlt.
Die Ohren sind mit einer Länge von 35 bis 39 Millimeter recht groß und berühren sich am Ansatz in der Kopfmitte. Auch die Augen sind verhältnismäßig groß. Ihren Namen verdanken die Tiere dem herzförmigen und oben gerundeten Nasenblatt, das im Vergleich zu dem anderer Arten klein ist.

## Verbreitung und Lebensraum

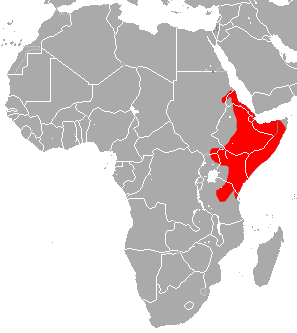
Verbreitungsgebiet der Herznasenfledermaus

Die Herznasenfledermaus ist über einen weiten Bereich im östlichen Afrika vom Nordosten des Sudan nahe dem Roten Meeres bis nach Zentral-Tansania im Süden und von der Grenzregion des Sudan und Uganda bis in den Osten Somalias verbreitet. Das Verbreitungsgebiet umfasst dabei zudem Teile von Kenia, Dschibuti, Äthiopien, Eritrea und Südsudan.

## Lebensweise
Lebensraum dieser Tiere sind niedrig gelegene Trockenländer und Küstenstreifen. Tagsüber schlafen sie in Gruppen von bis zu 80 Tieren in hohlen Affenbrotbäumen, Felsspalten oder verlassenen Gebäuden. Am Abend begeben sie sich auf Nahrungssuche, dazu hängen sie sich an Äste und lauern auf Beute. Jedes Tier hat sein eigenes Jagdrevier, das mit zwitschernden Lauten markiert wird. Haben sie ein Beutetier ausfindig gemacht, stürzen sie auf den Boden, fangen es und fliegen wieder zu ihrem Baum zurück, wo sie es verzehren. Ihre Nahrung besteht aus Käfern, Hundertfüßern, Skorpionen, aber auch Fröschen und manchmal kleineren Fledermäusen.
Herznasenfledermäuse dürften in monogamen Beziehungen leben, was für Fledermäuse ungewöhnlich ist. Zweimal im Jahr, während der Regenzeiten (März–April und Oktober–November) bringt das Weibchen nach rund dreimonatiger Tragzeit ein einzelnes Jungtier zur Welt. Dieses begleitet die Mutter ab dem zweiten Lebensmonat auf die Jagd und wird mit rund drei Monaten endgültig entwöhnt. Die Lebenserwartung ist nicht bekannt.

## Systematik
Die Erstbeschreibung der Herznasenfledermaus stammt von dem deutschen Naturforscher Wilhelm Peters als Megaderma cor aus dem Jahr 1872, der ein Jahr später auch die monotypische Gattung Cardioderma mit dieser Art als Typusart beschrieb. Sie wird als eigenständige Art und Gattung den Großblattnasen (Megadermatidae) zugeordnet. Unterarten werden nicht unterschieden.
Der Gattungsname Cardioderma leitet sich von den lateinischen Bezeichnungen cardio für „Herz“ und derma für „Haut“ ab.

## Gefährdung und Schutz
Die Art wird von der International Union for Conservation of Nature and Natural Resources (IUCN) aufgrund ihres sehr großen Verbreitungsgebietes und der großen Population als nicht gefährdet (least concern) eingestuft. Ein Rückgang der Populationen wird zudem nicht angenommen.

## Belege
1. 1 2 3 4 5 6 7  
Ryan Csada: Cardioderma cor. In: Mammalian Species. Band 519, 1996, S. 1–4 (Volltext [PDF; 406 kB]). Volltext (Memento des Originals vom 7. Januar 2016 im Internet Archive)  Info: Der Archivlink wurde automatisch eingesetzt und noch nicht geprüft. Bitte prüfe Original- und Archivlink gemäß Anleitung und entferne dann diesen Hinweis.
2. 1 2  
Cardioderma cor in der Roten Liste gefährdeter Arten der IUCN 2011. Eingestellt von: S. Mickleburgh, A.M. Hutson, W. Bergmans, 2008. Abgerufen am 15. Juli 2012.
3. ↑  
Don E. Wilson & DeeAnn M. Reeder (Hrsg.):  Cardioderma cor (Memento des Originals vom 5. März 2016 im Internet Archive)  Info: Der Archivlink wurde automatisch eingesetzt und noch nicht geprüft. Bitte prüfe Original- und Archivlink gemäß Anleitung und entferne dann diesen Hinweis. in Mammal Species of the World. A Taxonomic and Geographic Reference (3rd ed).